# Carlos Arthur Nuzman
Carlos Arthur Nuzman CavMM (Rio de Janeiro, 17 de março de 1942) é um advogado, atleta e político brasileiro. Ex-jogador de vôlei, Nuzman presidiu a Confederação Brasileira de Voleibol (CBV), o Comitê Olímpico Brasileiro (COB) e a Organização Desportiva Sul-Americana (ODESUL). Comandou a candidatura do Rio de Janeiro como sede e organização dos Jogos Pan-americanos de 2007.
Como jogador de vôlei, Nuzman participou em parte da sequência de onze títulos seguidos do Botafogo no Campeonato Carioca de Voleibol, entre as décadas de 1960 de 1970. Muitos creditam o ótimo desempenho do vôlei brasileiro na década de 1990 e começo do século XXI em grande parte ao trabalho de Nuzman como presidente da CBV.
Após ser acusado por corrupção na escolha dos Jogos Olímpicos Rio 2016 e ter sido preso preventivamente, renunciou aos cargos de presidente do COB e da Organização Desportiva Pan-Americana (ODEPA). Após quinze dias preso, foi solto pelo Superior Tribunal de Justiça (STJ).

## Biografia
Descendente de imigrantes asquenazes da atual Belarus, desde cedo Nuzman dedicou-se ao esporte, ainda no pátio da escola onde estudava no Rio de Janeiro. Naquela época, praticava principalmente natação e tênis no Fluminense. Aos dez anos perdeu a mãe quando esta se incendiou em um acidente doméstico. Aos 15 anos passou a dedicar-se ao voleibol, iniciando sua carreira pelo Clube Israelita Brasileiro (CIB). Jogou até 1972, integrando a delegação brasileira que participou dos Jogos Olímpicos de Tóquio, em 1964, logo na primeira em que teve o vôlei entre suas modalidades, e também disputou com a Seleção Brasileira de Voleibol Masculino as edições de 1962 e 1966 do Campeonato Mundial de Voleibol Masculino. No meio tempo, serviu um ano no Exército e formou-se em 1964 pela Faculdade Nacional de Direito. Em 1975, assumiu a presidência da Confederação Brasileira de Voleibol, onde sob sua supervisão seleções brasileiras venceram diversos títulos, popularizando muito o esporte. Também integrando a FIVB, ajudou na criação dos Circuito Mundial de Voleibol de Praia e na integração da modalidade nos Jogos Olímpicos.

### Presidência do COB
Nuzman foi presidente do COB de 1995 a 2017. Os principais marcos de sua gestão foram as escolhas do Brasil para sediar importantes eventos esportivos, como as Olimpíadas e Jogos Pan-americanos.  A gestão foi criticada pelas sucessivas reeleições de presidentes das federações, inclusive Nuzman; pelos montantes crescentes de recursos públicos empregados, sob acusações de falta de transparência; e pelas denúncias e processos judiciais que moveu contra o advogado Alberto Murray Neto (um opositor e neto de seu predecessor no COB, Sylvio de Magalhães Padilha), e contra a autora e professora Katia Rubio, que empregou o termo "olímpico" em um de seus livros, alegadamente de uso privativo do COB. O COB recebeu pesadas críticas sobre a sua intenção de processar a educadora Katia Rubio, recuando de fazê-lo. Arthur Nuzman também enfrenta a polêmica sobre o custo dos Jogos Pan-americanos do Rio 2007, de cerca de 1000% a mais aos cofres públicos acima do valor inicialmente orçado.
Em 2 de outubro de 2009, Carlos Arthur Nuzman completou seu principal objetivo que era trazer o direito do Brasil sediar os Jogos Olímpicos de Verão. Nesse dia, o Comitê Olímpico Internacional oficializou o Rio de Janeiro como cidade sede dos Jogos Olímpicos de 2016. Em maio de 2013, tendo em vista os significativos atrasos nas obras de preparação para os Jogos Olímpicos de 2016, o Comitê Olímpico Internacional (COI) decidiu promover uma intervenção branca na organização dos Jogos, duramente criticada pela imprensa brasileira e mundial. O fato foi noticiado por órgãos de imprensa em todo mundo, o que criou expectativa se o Co-Rio seria capaz de entregar aquilo que prometeu no dossiê de candidatura.
Em setembro de 2012, o colunista Juca Kfouri publicou em seu blog que integrantes do Co-Rio 2016, presidido por Nuzman, violaram arquivos secretos do Comitê Organizador de Londres 2012, gerando um sério incidente entre as duas entidades.  O Comitê londrino ameaçou processar o Comitê carioca e enviou representantes ao Brasil para certificar-se de que tais arquivos foram destruídos. Com repercussão mundial, o fato manchou a credibilidade do Co-Rio 2016 e de seu presidente, Nuzman, que procurou abafar o fato. Apenas o admitiu quando Kfouri tornou público o assunto. Onze funcionários do Co-Rio 2016 foram demitidos. Nuzman não revelou a mando de quem agiram. Em 5 de outubro de 2016, foi reeleito pela sexta vez. Em agosto de 2016, recebeu, pela segunda vez, a Ordem Olímpica, o prêmio olímpico mais alto do movimento olímpico, se tornando a segunda pessoa a ser galardeada por duas vezes com a Ordem, juntando-se a ginasta Nadia Comăneci.
Em 6 de outubro de 2017 o Comité Olímpico Internacional (COI) suspendeu Carlos Arthur Nuzman provisoriamente de todos os direitos, prerrogativas e funções decorrentes do seu cargo como membro honorário do COI, além de retirá-lo da comissão de coordenação dos Jogos Olímpicos de Tóquio 2020, após Nuzman ser alvo da Operação Unfair Play suspeito de compra de votos para sede da olimpíadas no Rio de Janeiro. Em 11 de outubro de 2017, após 22 anos no poder, Nuzman apresentou, por seu advogado Sergio Mazzello, a renúncia do cargo de presidente do COB.

### Operação Lava Jato
Em 5 de setembro de 2017, uma nova operação da  Lava Jato, batizada de "Unfair Play", ocorreu na cidade do Rio de Janeiro. Nuzman foi acusado de subornar jurados do Comitê Olímpico Internacional que iriam eleger a cidade-sede dos Jogos Olímpicos de Verão de 2016.
Agentes da polícia federal cumpriram mandatos de apreensão e busca na casa de Nuzman e da sede do COB. Pelo menos um dos jurados, o senegalês Papa Diack, é suspeito de receber o valor de US$ 2 milhões.
Em 5 de outubro, na fase Segundo Tempo da operação "Unfair Play", Nuzman foi preso pela Polícia Federal, tendo sido levado para o Presídio José Frederico Marques, em Benfica. De acordo com o Ministério Público Federal (MPF), Nuzman tentou regularizar 16 barras de ouro de 1kg cada, após a primeira fase da operação. Ainda de acordo com o MPF, nos últimos dez anos o patrimônio de Nuzman cresceu 457 por cento, sendo parte deste dinheiro em paraíso fiscal em ações de offshore nas Ilhas Virgens Britânicas. O advogado Nélio Machado, que representa Nuzman, disse que a prisão "é uma medida dura e não é usual dentro do devido processo legal". Em 9 de outubro, o juiz Marcelo Bretas a pedido do Ministério Público Federal transformou a prisão temporária de Nuzman em preventiva.
Em 19 de outubro de 2017, o Superior Tribunal de Justiça (STJ) concedeu habeas corpus e deu liberdade a Nuzman. Desde então Nuzman se mantém em prisão domiciliar enquanto é julgado, com suas testemunhas incluindo Luiz Inácio Lula da Silva e Pelé.
Em novembro de 2021, o juiz Marcelo Bretas condenou Nuzman a 30 anos de prisão pelos crimes de corrupção passiva, organização criminosa, lavagem de dinheiro e evasão de divisas, também foram condenados na mesma ação Sergio Cabral e Leonardo Gryner, cabendo recurso.
Em 6 de março de 2024, o Tribunal Regional Federal da 2.ª Região (TRF2) anulou a condenação de Nuzman, pois de acordo com a decisão, o juiz Marcelo Bretas não tinha competência para julgar o caso. No final de 2022, Bretas havia se declarado incompetente para analisar uma ação penal contra o ex-governador Sérgio Cabral, tendo ssse processo ligação direta com o de Nuzman. O caso será reiniciado do zero, mas, por ter 81 anos, o caso pode ter prescrito.

## Vida pessoal
Nuzman foi casado com sua primeira esposa Patrícia de Brito e Cunha Nuzman, que foi encontrada morta em 1996 no playground de um apart-hotel em Ipanema, suspeita de suicídio. Com ela teve uma filha, Larissa Brito Nuzman. Sua filha casou em 22 de agosto de 2016 no Pier Mauá com Joel Mendes Rennó Junior (filho de Joel Mendes Rennó).
Foi casado entre 1998 e 2013 com a jornalista Márcia Peltier.

Nuzman recebeu a Medalha do Mérito Desportivo Militar.